# El Abra, Veracruz
El Abra är en ort i Mexiko.   Den ligger i kommunen Alto Lucero de Gutiérrez Barrios och delstaten Veracruz, i den sydöstra delen av landet, 280 km öster om huvudstaden Mexico City. El Abra ligger 429 meter över havet och antalet invånare är 120.
Terrängen runt El Abra är kuperad. Runt El Abra är det ganska glesbefolkat, med 48 invånare per kvadratkilometer. Närmaste större samhälle är Palma Sola, 9,5 km öster om El Abra. Omgivningarna runt El Abra är en mosaik av jordbruksmark och naturlig växtlighet.